# Le Regard d'Ulysse
Pour plus de détails, voir Fiche technique et Distribution.
Le Regard d'Ulysse (Το Βλέμμα του Οδυσσέα (To Vlémma tou Odysséa) est un film franco-italo-grec de Theo Angelópoulos sorti en 1995. Ce film a reçu le Grand Prix du 48e Festival de Cannes.
Le film est dédié à l'acteur Gian Maria Volonté, mort pendant le tournage et remplacé par Erland Josephson.

## Synopsis
Un cinéaste grec exilé revient dans son pays (dans le nord de la Grèce, vers Thessalonique), à la recherche des bobines originales du premier film réalisé dans les Balkans par les frères Manákis au début du XXe siècle. Cette quête va le mener au travers de différents pays des Balkans, après la chute du communisme, de la Bulgarie à la République de Macédoine naissante, pour finir son périple à Sarajevo durant la guerre de Bosnie-Herzégovine dans une Yougoslavie en cours de désintégration. Il arrive finalement sous les balles durant le siège de Sarajevo, où il découvre les précieuses bobines conservées par un vieil homme, projectionniste de cinéma, qui tente tant bien que mal de préserver le patrimoine cinématographique de son pays en pleine explosion.

## Fiche technique
- Réalisation : Theo Angelopoulos
- Scénario : Theo Angelopoulos et Tonino Guerra, Pétros Márkaris, Giorgio Silvagni, Kain Tsitseli
- Production : Phoebe Economopoulos Éric Heumann et Giorgio Silvagni pour Paradis Films, Intermedias, La Sept Cinéma
- Photographie : Yórgos Arvanítis, Andréas Sinanos
- Montage : Takis Koumoundouros, Yannis Tsitsopoulos
- Musique : Eléni Karaïndrou
- Décors : Dinos Katsouridis
- Costumes : Giorgos Ziakas
- Format : couleurs – 1,66:1 – Son Dolby
- Durée : 176 minutes

## Distribution
- Harvey Keitel : A
- Erland Josephson : S le conservateur du musée cinématographique
- Maia Morgenstern : la « femme d'Ulysse »
- Thanassis Vengos : le chauffeur de taxi
- Yorgos Michalakopoulos : l'ami et journaliste
- Dora Volanaki : la vieille femme
- Miranda Kounelaki : Miranda Koynelaki
- Mania Papadimitriou
- Yorgos Konstas
- Agni Vlahou
- Angel Ivanof

## Projet et réalisation du film
L'ensemble du tournage a pris 18 mois. L'acteur Gian Maria Volontè, qui jouait le rôle de S, le projectionniste, décède d'une crise cardiaque, le 6 décembre 1994, à Flórina pendant le tournage, et a du être remplacé par Erland Josephson.
La partie du film figurant Sarajevo a été tournée à Mostar en Bosnie-Herzégovine.

## Présentation à Cannes et sorties nationales
Le Regard d'Ulysse est présenté en compétition au Festival de Cannes 1995 où il remporte le Grand Prix du Jury. En recevant sa récompense, Théo Angelopoulous déclare, visiblement blessé :  « J'avais préparé un speech pour la Palme d'or. Je l'ai oublié maintenant. », puis il s'en va en lançant un regard noir à Jeanne Moreau, présidente du jury, qu'il dirigea quelques années plus tôt dans Le Pas suspendu de la cigogne. Pour sa défense, ce film est fréquemment considéré comme son chef-d'œuvre, plus encore que L'Éternité et Un Jour pour lequel il se voit décerner la Palme d'or trois ans plus tard. En 1995, c'est par ailleurs une autre fresque visionnaire sur les Guerres d'ex-Yougoslavie qui obtient la récompense suprême du festival : Underground d'Emir Kusturica. À noter que cette année-là, Angelopoulos apporte son soutien à ce dernier, accusé par certaines personnalités médiatiques, notamment Bernard-Henri Lévy et Alain Finkielkraut, de capitaliser sur la souffrance des martyrs de Sarajevo, d'avoir choisi le camp des nationalistes et de se livrer, dans son film, à une propagande pro-serbe sous couvert d'exprimer une nostalgie de l'ancienne Yougoslavie,.

## Réceptions critique et publique
Le Regard d'Ulysse est plusieurs fois cité dans les classements des meilleurs films de tous les temps dans les magazines anglo-saxons,.
Pourtant le film reçoit de médiocres critiques cinématographiques anglophones, avec seulement 33 % de jugements favorables et un score moyen de 5⁄10 sur la base de 15 critiques collectées, sur le site Rotten Tomatoes.
Au total ce film depuis sa sortie en 1995 aurait enregistré 202 372 entrées en Europe, réalisées principalement en Espagne (82 496), Grande-Bretagne (21 360) et France (pays pour lequel les chiffres disponibles vont de 20 267 à 145 635 entrées.), les chiffres de la Grèce n'étant pas connus.

## Analyse

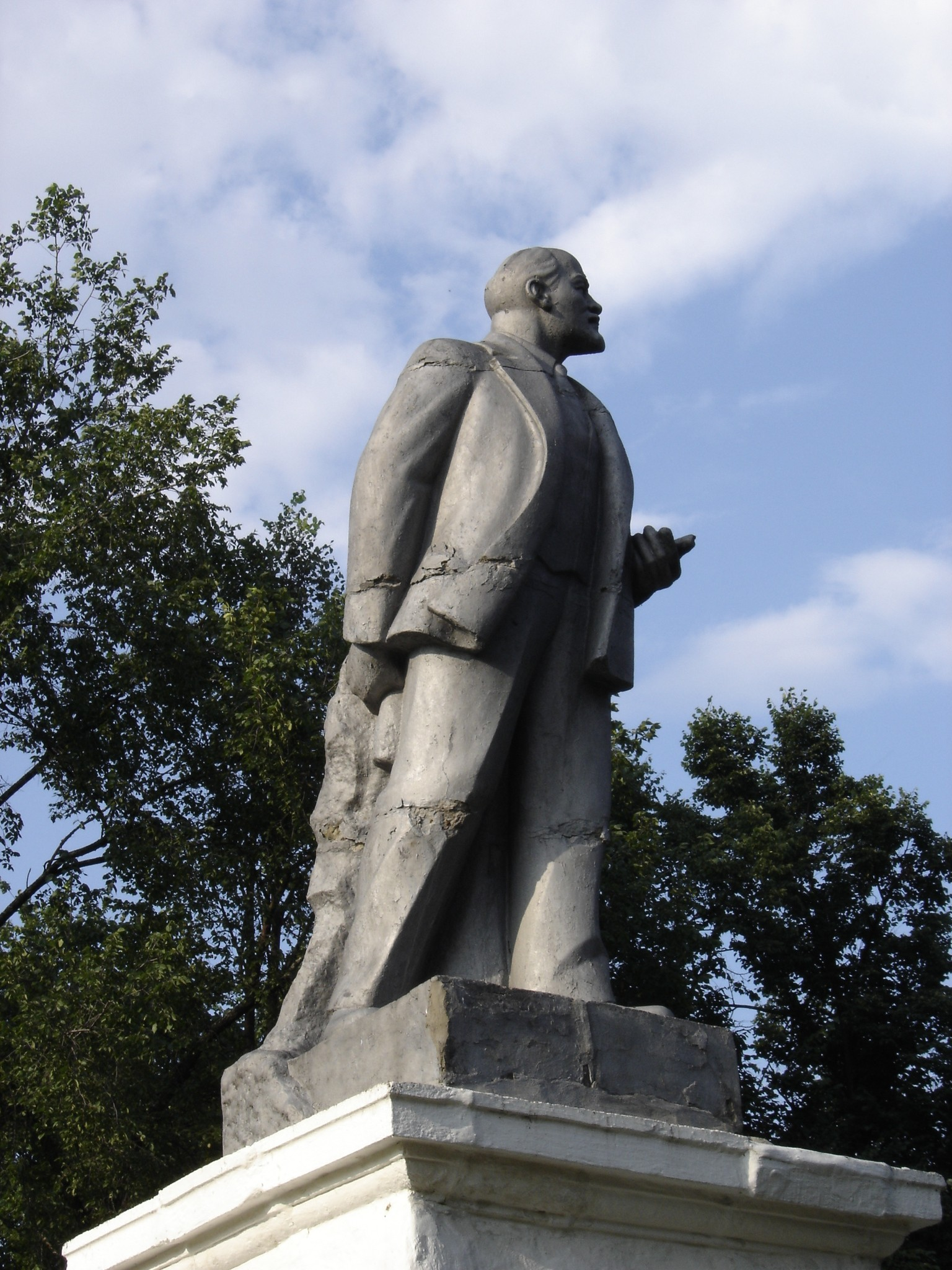
Une statue de Lénine.

Le Regard d'Ulysse est communément considéré comme le sommet de la carrière d'Angelopoulos. Tous ses thèmes chers et ses images fortes habituelles sont présents (parapluies, pluie, brume, glace).
Le film est conçu et monté selon la technique, habituelle chez le réalisateur grec, des longs plan-séquences non coupés durant plusieurs minutes. La force créatrice, poétique, et symbolique d'Angelopoulous est à son apogée dans Le Regard d'Ulysse, comme pour cette séquence d'une statue de Lénine, gigantesque et déboulonnée, descendant le Danube sur une barge. On retrouve par ailleurs le décor fantasmagorique habituel de ses longs métrages : des villes portuaires désertes, des ruines, des montagnes et une campagne nimbés de brouillard. Les paysages enneigés, présents eux aussi, constituent l'invariant formel de son œuvre qui dessine une cartographie du temps où se recoupent quête mystique, préoccupations métaphysiques, engagement politique, élégie ou encore réalité intérieure et extérieure. Le cinéaste fait d'ailleurs déclarer au chauffeur de taxi du film : « Moi, la neige, je lui parle depuis 25 ans. La neige me connaît. Je me suis arrêté parce qu'elle a dit non. La neige, il faut la respecter. ».
La performance d'Harvey Keitel, qui peut être considéré comme le double sur la pellicule d'Angelopoulos, est particulièrement remarquable, en raison d'une présence permanente et forte bien qu'il ne prononce qu'extrêmement peu de dialogues, toujours constitués de très peu de mots. Son regard et sa stature dominent l'ensemble de l'œuvre. Il réalise pour ce film un « Ulysse » symbolique à la recherche de la réelle histoire des Balkans en décomposition et témoin des mutations de la fin du XXe siècle.
Comme tous les derniers longs métrages d'Angelopoulos, Le Regard d'Ulysse formule une interrogation sombre et angoissée sur la fin du xxe siècle. Lors de la conférence de presse à Cannes, en 1995, le réalisateur déclare : « En regardant l'histoire de ce siècle, on voit qu'il commence et se termine par Sarajevo. À mes yeux, c'est un échec. Je pense qu'on a essayé de reproduire l'idée de Sarajevo, si vous voulez l'idée de la guerre. ».
Le film affine la démarche artistique du cinéaste dont les mises en scène ont toujours recours à des travellings d'une grande sophistication qui joignent en un même mouvement le réel, le rêve, le fantasme et l'hallucinatoire,. Influencé, dans son écriture cinématographique, par la poésie de Rainer Maria Rilke, Georges Séféris et T.S. Eliot, le cinéaste avoue que sa manière d'écrire porte aussi l'empreinte de James Joyce, son écrivain préféré dont il rêvait d'adapter Ulysse, le chef-d’œuvre.
Le Regard d'Ulysse est une référence explicite à ce roman, tant par le titre que par les thèmes et l'esthétique (mosaïque d'images allégoriques, mélange de temporalités rappelant le flux de conscience, voyage physique et mental, vertigineux plans-séquences analogues à la syntaxe de l'œuvre originale etc.). Le film peut donc être vu comme une relecture cinématographique personnelle du roman de Joyce dans laquelle l'histoire balkanique et la guerre en Bosnie supplantent l'arrière-plan irlandais.
Le film dénote le passage définitif d'Angelopoulos d'un discours critique sur la politique et l'histoire à une tonalité intimiste, marquée par l'exploration de thèmes universels : la vie, la mort, l'enfance, le souvenir, la mélancolie, les ruines de la civilisation, la guerre, la frontière, l'art, le rêve, l'amour ou encore la douleur de la disparation,.
Comme dans toutes les réalisations d'Angelopoulos, la chronologie des événements est entrelacée d'images du passé. Le souvenir et le rêve font irruption dans le présent, sans flashbacks classiques ni indicateurs logiques sur le changement de temporalité. La marche du temps, ponctuée par le chaos, l'irrationnel et le fantôme des guerres, empêche tout discours psychologique ou narratif accessible et évident. Le réalisateur explique en 1995 : « Pour moi, il  [le plan] sert à exprimer cette idée que le passé n'est pas le passé, mais le présent : au moment où nous vivons le présent, nous vivons aussi une partie du passé. ».